# 安全タンク
安全タンク（あんぜんタンク）はレーシングカーなどに搭載される燃料タンクのひとつで、衝突時に破損しにくい材質と構造で作られたものである。

## 概要
市販車両の燃料タンクは金属製や硬質樹脂製のため、衝突などで高い荷重を受けた際に破損して燃料漏れを起こし、車両火災が発生することがある。これに対して、競技車両で用いられる安全タンクはエラストマー製の容器となっていて、多少の変形では破損することがない。車両への固定は金属板やC-FRPなどのケースに入れて固定される。
日本自動車連盟（JAF）や国際自動車連盟（FIA）管轄のレースでは、公認を取得した安全タンクの取り付けが義務付けられている。車室内に設置する場合は、火災時の安全のために運転席と安全タンクの間に金属製の隔壁を設けることが規定されている。しかし逆にD1ストリートリーガルではその高コストから｢ストリート仕様とかけ離れてしまう｣として使用が禁止されている。